# Małgorzata Abassy
Małgorzata Abassy – doktor habilitowany nauk humanistycznych. Literaturoznawczyni i kulturoznawczyni. Specjalizuje się w zagadnieniach z zakresu filologii rosyjskiej i iranistyki. Wykładowca w Instytucie Rosji i Europy Wschodniej na Wydziale Studiów Międzynarodowych i Politycznych Uniwersytetu Jagiellońskiego. Członek Komisji Kultury Słowian działającej na Wydziale Filologicznym Polskiej Akademii Umiejętności.
Doktoryzowała się w 2007 roku na Wydziale Filologicznym Uniwersytetu Jagiellońskiego, habilitowała się siedem lat później na Wydziale Nauk Humanistycznych i Społecznych SWPS Uniwersytetu Humanistycznospołecznego pisząc rozprawę pt. Kultura wobec postępu i modernizacji. Rosja i Iran w perspektywie porównawczej.

## Książki
- (2008): Inteligencja a kultura: o problemach samoidentyfikacji dziewiętnastowiecznej inteligencji rosyjskiej[1]
- (2014): A Russian Mason on the paths of his native culture : the case study of Nicolas Novikov[2]
- (2019): Modernizacja w cieniu Allaha: współczesny Iran[3]

## Wybrane prace naukowe
- (2006): Aleksiej Stiepanowicz Chomiakow: typ psychologiczny rosyjskiego inteligenta w kontekście koncepcji historiozoficznych[4]

- (2008): Podziemie jako fenomen kulturowy : notatki z podziemia Fiodora Dostojewskiego[5]
- (2008): The Iranian intelligentsia and the constitiutional revolution (1906-1911)[6]
- (2017): The Conception of Culture, Values and Identity of Iran in Shaykh Fazlallah Nuri's Writings[7]